# Prgomelje (żupania bielowarsko-bilogorska)
Prgomelje – wieś w Chorwacji, w żupanii bielowarsko-bilogorskiej, w mieście Bjelovar. W 2011 roku liczyła 696 mieszkańców.